# Старе Гаєнциці
Старе Гаєнциці (пол. Stare Gajęcice) — село в Польщі, у гміні Паєнчно Паєнчанського повіту Лодзинського воєводства.
Населення — 280 осіб (2011).
У 1975-1998 роках село належало до Ченстоховського воєводства.

## Демографія
Демографічна структура станом на 31 березня 2011 року:
|          | Загалом | Допрацездатний вік | Працездатний вік | Постпрацездатний вік |
| -------- | ------- | ------------------ | ---------------- | -------------------- |
| Чоловіки | 144     | 37                 | 99               | 8                    |
| Жінки    | 136     | 24                 | 87               | 25                   |
| Разом    | 280     | 61                 | 186              | 33                   |